# Colpodium
Colpodium là một chi cỏ thuộc họ Poaceae. 
Chi này có các loài sau:
- Colpodium chionogeiton
- Colpodium hedbergii